# Entodon corbieri
Entodon corbieri är en bladmossart som beskrevs av Ferdinand François Gabriel Renauld och Jules Cardot 1900. Entodon corbieri ingår i släktet Entodon och familjen Entodontaceae. Inga underarter finns listade i Catalogue of Life.